# Carman (Sänger)

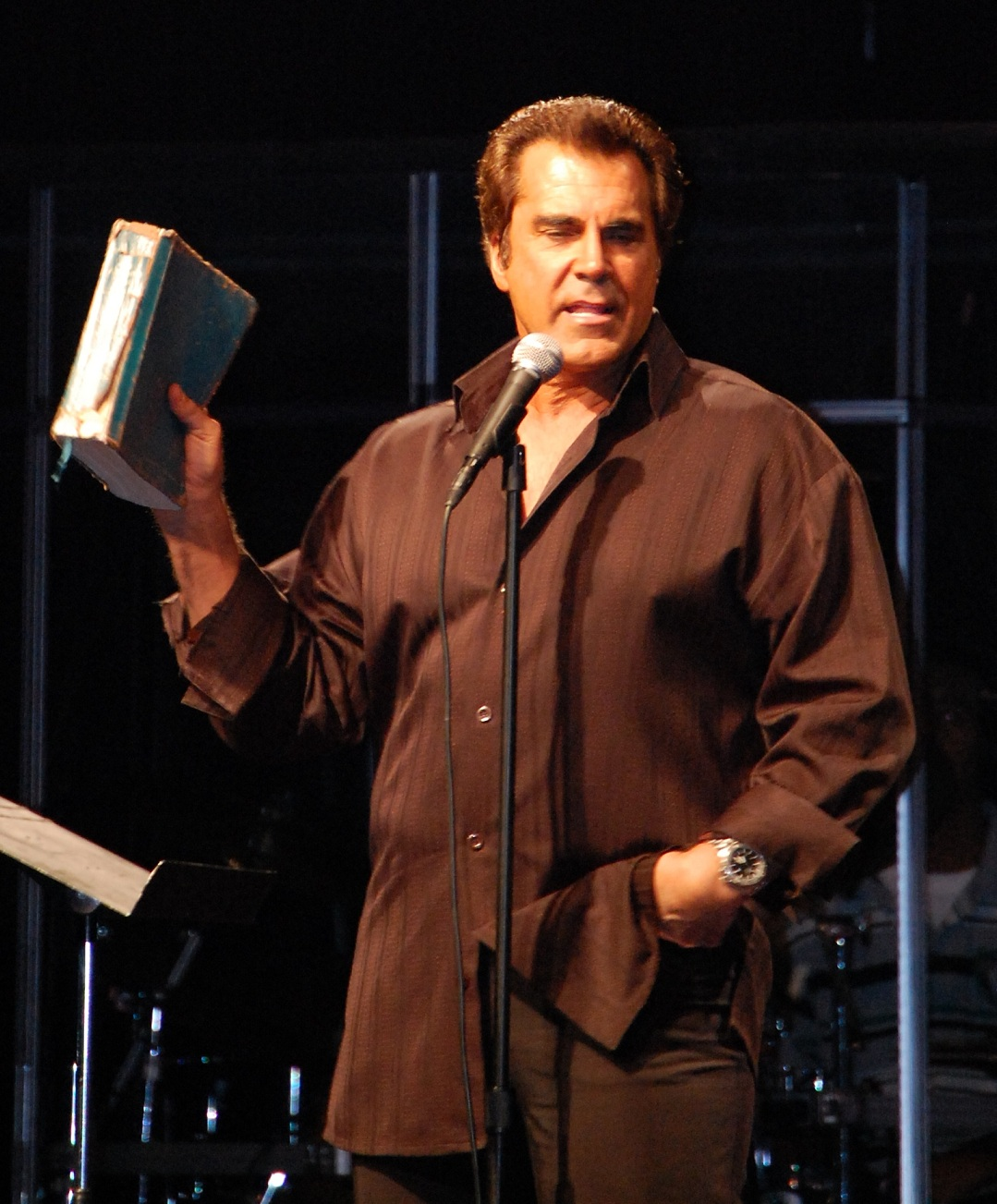
Carman (2010)

Carman (* 19. Januar 1956 als Carmelo Dominic Licciardello in Trenton, New Jersey; † 16. Februar 2021 in Las Vegas, Nevada) war ein US-amerikanischer Sänger christlicher Popmusik.

## Leben
Carman wurde 1956 in New Jersey als Kind italienischer Einwanderer geboren. 1980 nahm er sein erstes Album God’s Not Finished with Me auf. Seitdem hatte er mehr als 30 Alben und mehrere Videos aufgenommen, mehrere Preise, wie etwa 2004 den Humanitarian Award des House of Hope gewonnen und wurde zu vielen Fernsehshows eingeladen. Außerdem spielte er 2001 die Hauptrolle in seinem Film The Champion. Viele seiner Alben und Videos haben in den USA Gold- (500.000 verkaufte Exemplare) und Platinauszeichnungen (über eine Million verkaufte Exemplare) erreicht. Er starb im Februar 2021 im Alter von 65 Jahren an einer Krebserkrankung.

## Diskografie

### Alben
| Jahr | Titel                                        | Höchstplatzierung, Gesamtwochen, AuszeichnungChartplatzierungen (Jahr, Titel, Platzierungen, Wochen, Auszeichnungen, Anmerkungen) | Höchstplatzierung, Gesamtwochen, AuszeichnungChartplatzierungen (Jahr, Titel, Platzierungen, Wochen, Auszeichnungen, Anmerkungen) | Anmerkungen                                                                             |
| Jahr | Titel                                        | US | Christ | Anmerkungen                                                                             |
| ---- | -------------------------------------------- | --- | --- | --------------------------------------------------------------------------------------- |
| 1983 | Sunday’s on the Way                          | — | Christ13 (35 Wo.)Christ | Label: Priority Produzenten: Turley Richards                                            |
| 1984 | Comin’ On Strong                             | — | Christ6 (19 Wo.)Christ | Label: Myrrh Produzenten: Keith Thomas                                                  |
| 1985 | The Champion                                 | US— GoldUS | Christ3 (44 Wo.)Christ | Label: Word Produzenten: Keith Thomas, Lynn Nichols                                     |
| 1986 | A Long Time Ago … In a Land Called Bethlehem | — | Christ16 (8 Wo.)Christ | Label: Benson Weihnachtsalbum                                                           |
| 1989 | Revival in the Land                          | US— GoldUS | Christ1 (69 Wo.)Christ | Label: Benson Produzenten: Keith Thomas, Phil Naish                                     |
| 1991 | Addicted to Jesus                            | US— GoldUS | Christ1 (49 Wo.)Christ | Label: Benson Produzenten: Keith Thomas                                                 |
| 1993 | The Standard                                 | US— PlatinUS | Christ1 (76 Wo.)Christ | Label: Sparrow Produzenten: Dan Cleary, Chris Harris, Brown Bannister, Michael Omartian |
| 1995 | R.I.O.T. (Righteous Invasion of Truth)       | US45 Gold · (8 Wo.)US | Christ1 (71 Wo.)Christ | Label: Sparrow Produzenten: Brown Bannister, Tommy Sims                                 |
| 1997 | I Surrender All: 30 Classic Hymns            | US102 Gold · (12 Wo.)US | Christ1 (51 Wo.)Christ | Label: Sparrow Produzenten: David Huntsinger                                            |
| 1998 | Mission 3:16                                 | US94 (8 Wo.)US | Christ2 (50 Wo.)Christ | Label: Sparrow Produzenten: Brown Bannister, Bryan Lenox, Michael Linney                |
| 1999 | Passion for Praise                           | US179 (4 Wo.)US | Christ8 (30 Wo.)Christ | Label: Sparrow Produzenten: Michael Grecco, Bryan Lenox                                 |
| 2007 | Instrument of Praise                         | — | Christ38 (1 Wo.)Christ | Label: Tyscot Produzenten: Deitrick Haddon, Ernestine Jackson, Michael-Anthony Taylor   |
| 2014 | No Plan B                                    | US66 (1 Wo.)US | Christ3 (5 Wo.)Christ | Label: Norway Avenue Produzenten: Carman, Tre’ Corely, Tedd T                           |

Weitere Alben
- 1980: God’s Not Finished with Me (Klesis)
- 1982: Some-o-Dat/Carman (Priority)
- 2003: House of Praise (Corban)
- 2013: Anthems of a Champion

Die meisten seiner frühen Alben bis einschließlich Addicted to Jesus wurden zwischen 1992 und 1993 beim Label Sparrow Records neuveröffentlicht. Nur das Re-Release von A Long Time Ago … In a Land Called Bethlehem kam erst 1995 unter dem neuen Titel Christmas with Carman und mit geänderter Reihenfolge der Lieder heraus. Das erste auf CD erhältliche Album Carman wurde 1992 unter dem Titel Some-o-Dat neu herausgebracht. Carmans Debütalbum God’s Not Finished with Me ist nur auf Schallplatte erschienen. Einige Lieder dieses Albums wurden aber für die folgenden Alben neu aufgenommen, teilweise mit anderem Titel.

### Livealben
| Jahr | Titel                   | Höchstplatzierung, Gesamtwochen, AuszeichnungChartplatzierungen (Jahr, Titel, Platzierungen, Wochen, Auszeichnungen, Anmerkungen) | Höchstplatzierung, Gesamtwochen, AuszeichnungChartplatzierungen (Jahr, Titel, Platzierungen, Wochen, Auszeichnungen, Anmerkungen) | Anmerkungen |
| Jahr | Titel                   | US | Christ | Anmerkungen |
| ---- | ----------------------- | --- | --- | --- |
| 1988 | Live: Radically Saved!  | US— GoldUS | Christ2 (75 Wo.)Christ | Label: Benson Produzenten: Keith Thomas, John Andrew Schreiner                                                   |
| 1991 | Shakin’ the House Live! | — | Christ31 (7 Wo.)Christ | feat. Commissioned and the Christ Church Choir Label: Benson Produzenten: Keith Thomas, Dan Cleary, Fred Hammond |

Weitere Livealben
- 2005: Live & Reloaded (Alliant)

### Kompilationen
| Jahr | Titel               | Höchstplatzierung, Gesamtwochen, AuszeichnungChartplatzierungen (Jahr, Titel, Platzierungen, Wochen, Auszeichnungen, Anmerkungen) | Höchstplatzierung, Gesamtwochen, AuszeichnungChartplatzierungen (Jahr, Titel, Platzierungen, Wochen, Auszeichnungen, Anmerkungen) | Anmerkungen                                                                                           |
| Jahr | Titel               | US | Christ | Anmerkungen                                                                                           |
| ---- | ------------------- | --- | --- | --- |
| 1993 | The Absolute Best   | US— PlatinUS | Christ1 (33 Wo.)Christ | Label: Sparrow Produzenten: Keith Thomas, Phil Naish, John Andrew Schreiner, Dan Cleary, David Foster |
| 2000 | Heart of a Champion | US53 Gold · (7 Wo.)US | Christ1 (21 Wo.)Christ | Label: Sparrow Produzenten: Glenn Rosenstein, Rendy Lovelady                                          |

Weitere Kompilationen
- 1995: Lo mejor (Sparrow) – spanische Versionen der bekanntesten Lieder
- 1997: The Best of the Early Years, Vol. 1 (Harmony)
- 1997: The Best of the Early Years, Vol. 2 (Harmony)
- 2002: The Early Ministry Years (Madacy Christian)
- 2007: The Ultimate Collection (EMI Group)
- 2008: Greatest Hits (Sparrow)
- 2013: Anthems of a Champion (Sparrow) – mit 4 Neuaufnahmen alter Songs und 1 neuen Song
- 2014: Beginnings (Capitol CMG)
- 2014: 20th Century Masters – The Millennium Collection: The Best of Carman (Capitol CMG)

### Carman’s Yo! Kidz Series
| Jahr | Titel                                              | Höchstplatzierung, Gesamtwochen, AuszeichnungChartplatzierungen (Jahr, Titel, Platzierungen, Wochen, Auszeichnungen, Anmerkungen) | Höchstplatzierung, Gesamtwochen, AuszeichnungChartplatzierungen (Jahr, Titel, Platzierungen, Wochen, Auszeichnungen, Anmerkungen) | Anmerkungen                                                 |
| Jahr | Titel                                              | US | Christ | Anmerkungen                                                 |
| ---- | -------------------------------------------------- | --- | --- | ----------------------------------------------------------- |
| 1992 | Yo! Kidz: Heroes, Stories and Songs from the Bible | — | Christ11 (12 Wo.)Christ | Label: Everland/Word Produzenten: Chris Harris, Ron Krueger |
| 1994 | Yo! Kidz 2: Armor of God                           | — | Christ16 (9 Wo.)Christ | Label: Everland/Word Produzenten: Chris Harris, Ron Krueger |

Weitere Alben
- 1993: Lawrence The Kat and the B Attitudes (Everland/Word)
- 1996: Lawrence The Kat and the Bible (Everland/Word)
- 1996: Yo! Kidz: The Hitz (Everland/Word)

### Carman Ministries
- 1991: High Praises, Vol. 1 (Star Song)
- 1992: High Praises, Vol. 2 (Star Song)
- 1993: Lord of All: Songs of Carman (Word)

Carman Ministries ist ein Nebenprojekt, auf dem er als Executive Producer auftritt, jedoch nicht als Interpret. Der Gesang wurde auf den CDs High Praises von Gary Oliver und dem Higher Dimensions Sanctuary Choir eingespielt.

### EPs
- 1997: Mission 3:16 (Sparrow)

### Singles
- 1984: Sunday’s on the Way
- 1985: Lazarus, Come Forth
- 1986: The Champion
- 1986: Revive Us, Oh Lord
- 1986: Abundance of Rain
- 1986: Jesus Is
- 1988: Radically Saved
- 1988: Lord of All
- 1988: No Way, We Are Not Ashamed
- 1989: Jesus Is the Light
- 1990: The Same God
- 1991: Satan, Bite the Dust!
- 1992: Addicted to Jesus
- 1993: Come into This House
- 1993: Who’s in the House
- 1994: Great God

### Videoalben
- 1985: Comin’ On Strong (VHS)
- 1988: Live: Radically Saved! (VHS, US: Gold)
- 1990: Revival in the Land (VHS, US: Platin)
- 1991: Addicted to Jesus (VHS, US: Gold)
- 1992: Yo Kidz! – The Vidz (VHS, US: Gold)
- 1993: The Absolute Best (VHS)
- 1993: The Standard (VHS, US: Platin)
- 1994: Raising the Standard Tour Live (VHS, US: Gold)
- 1996: R.I.O.T. – The Movie 1 + 2 (VHS)
- 1998: Mission 3:16 (VHS)
- 2000: Halloween 3:16 (DVD)
- 2000: Video Hits Collection (DVD/VHS)
- 2001: The Champion Movie (DVD)
- 2001: Carman in Concert: One Night Only (DVD)
- 2003: House of Praise (DVD)
- 2003: Red, White and Blue Spectacular (DVD)
- 2005: Fall Spectacular (DVD)